# Casa de Cecília Pi
La Casa de Cecília Pi  (en francès, Maison Py Cécile) és un edifici de la vila de Vilafranca de Conflent, a la comarca d'aquest nom, de la Catalunya del Nord. Està inventariat com a monument històric.
Està situada en el número 29 del carrer de Sant Joan, en el sector central - nord de la vila. Li correspon el número 21 del cadastre.
L'edifici, del segle xiv, té tres plantes i golfes. L'edifici primitiu arriba fins a les finestres del primer pis. A la planta baixa hi ha tres arcs en segment de cercle separats per pilars. A sobre dels arcs hi ha les restes de cinc forats que deurien suportar un petit cobert. Corona la façana un llarg ràfec de 10,07 m. L'aparell de construcció és regular i de mida mitjana. La planta baixa té tres arcades segmentals amb amplades dues de 2,70 m, i una de 2,25 m damunt de pilars fins, de 41 cm, totes amb aretes aixamfranades (de 54 mm) i dovelles extradossades. S'hi poden distingir cinc forats de bastida dessota dels arcs, sens dubte destinats a sostenir un petit cobert. Al pis, tres finestres obertes a poca alçada respecte del carrer, l'enquadrament de les quals ha afectat molt la mamposteria original. Al lateral dret, mamposteria de còdols sense cap obertura medieval.